# Старі Верхіси
Старі Верхі́си (рос. Старые Верхисы, ерз. Исапря) — село у складі Інсарського району Мордовії, Росія. Входить до складу Нововерхіського сільського поселення.
Населення — 190 осіб (2010; 252 у 2002).
Національний склад станом на 2002 рік:
- мордва — 90 %